# Pleospora heleocharidis
Pleospora heleocharidis är en svampart som tillhör divisionen sporsäcksvampar, och som beskrevs av Petter Adolf Karsten. Pleospora heleocharidis ingår i släktet Pleospora, och familjen Pleosporaceae. Arten är reproducerande i Sverige.